# پسی² قنطورس
پسی² قنطورس یک ستاره است که در صورت فلکی قنطورس قرار دارد.